# Johnny Sequoyah
Johnny Sequoyah Friedenberg (Boise, 25 oktober 2002) is een Amerikaans film- en televisieactrice. Al op jonge leeftijd begon ze met acteren; in 2013 en 2014 verscheen ze in Ass Backwards en I believe in Unicorns waaraan haar ouders Russell Friedenberg en Heather Rae ook meewerkten. Ze kreeg bekendheid door haar rol als Bo Adams in de NBC-serie Believe. In 2021 speelde ze in Dexter: New Blood.

## Filmografie

### Televisie
- 2014 : Believe (13 afleveringen) : Bo Adams
- 2021 - 2022 : Dexter: New Blood (10 afleveringen) : Audrey Bishop

### Films
- 2013 : Ass Backwards van Chris Nelson - scholier
- 2014 : I Believe in Unicorns van Leah Meyerhoff - meisje op scooter
- 2014 : Among Ravens van Russell Friedenberg en Randy Redroad - Joey
- 2014 : Black Eyed Dog van Erica Dunton
- 2015 : Wind Walkers - Willow Samuelson
- 2016 : Albion: The Enchanted Stallion van Castille Landon - Molly